# Max Kumbier
Max Eduard Ernst Kumbier (* 28. Oktober 1867 in Bischofswerder bei Liebenwalde; † 22. Januar 1937 in Berlin) war ein deutscher Ministerialbeamter.

## Leben
Max Kumbier besuchte das Andreas-Realgymnasium zu Berlin und studierte bis zur Ablegung der 1. Hauptprüfung 1891 Ingenieurwissenschaften an der Technischen Hochschule Berlin. 1892 trat er in den Dienst der Preußischen Staatseisenbahnen ein und bestand nach Beendigung der Ausbildung als Regierungsbauführer 1897 die 2. Hauptprüfung für den höheren Staatsdienst im Baufach. Danach wurde Kumbier zum Regierungsbaumeister ernannt und arbeitete kurz bei der Stadt Berlin. Es folgten Tätigkeiten bei den Königlich Preußischen Eisenbahndirektionen in Königsberg und Berlin und 1902 als Hilfsarbeiter in der Eisenbahnbauabteilung des Ministeriums der öffentlichen Arbeiten. 1907 wurde er Vorstand des Betriebsamtes 1 und 1910 zum Regierungs- und Baurat ernannt und Mitglied der Eisenbahndirektion Erfurt.
1912 wechselte Kumbier nach Berlin zurück, wurde 1913 Geheimer Baurat und Vortragender Rat im Ministerium der öffentliche Arbeiten und wurde dort 1917 zum Geheimen Oberbaurat ernannt. Im Ersten Weltkrieg war er erster Fachberater im Stabe des Chefs des Feldeisenbahnwesens, der bis Mitte 1916 Wilhelm Groener war.
Kurz nach Gründung der Weimarer Republik wurde Krumbier 1920 zum Ministerialrat und Leiter der Operationsabteilung im Reichsverkehrsministerium ernannt und bereits ein Jahr darauf Ende März 1921 zum Staatssekretär im Reichsverkehrsministerium berufen. Auf Wunsch von Reichsverkehrsminister Wilhelm Groener wurde er dabei zusätzlich zu Karl von Stieler ernannt, war aber zugleich weiter Leiter der Betriebsabteilung. Als technischer Staatssekretär unterstanden ihm dabei insbesondere die Eisenbahnabteilungen des Ministeriums. In dieser Funktion wurde er 1922 zunächst außerordentliches Mitglied und später ordentliches Mitglied der Preußischen Akademie für Bauwesen.
1924 schied er als Staatssekretär aus, nachdem er Direktor der Betriebs- und Bauabteilung der Deutschen Reichsbahngesellschaft und als zweiter Stellvertreter des Generaldirektors der Reichsbahn Mitglied des Vorstandes geworden war.  Ende Januar 1933 trat er in den Ruhestand.
Krumbier war außerdem Verfasser und Herausgeber von Fachbüchern. 1927 wurde ihm die Ehrendoktorwürde (Dr.-Ing. E. h.) der TH Stuttgart verliehen.
Seine letzte Ruhestätte fand er auf dem Südwestkirchhof Stahnsdorf.

## Schriften
- Wilhelm Hoff, Max Kumbier, Richard Anger: Das Deutsche Eisenbahnwesen der Gegenwart in Beiträgen hervorragender Mitarbeiter. 3. Auflage. Berlin 1927; h-net.org (PDF; 939 kB).